# District de Xiangdong
Le district de Xiangdong (湘东区 ; pinyin : Xiāngdōng Qū) est une subdivision administrative de la province du Jiangxi en Chine. Il est placé sous la juridiction de la ville-préfecture de Pingxiang.